# Aha Shake Heartbreak
Aha Shake Heartbreak – drugi album studyjny zespołu Kings of Leon. W Wielkiej Brytanii został wydany w listopadzie 2004, a w USA w lutym 2005.

## Lista utworów
1. "Slow Night, So Long" – 3:54
2. "King of the Rodeo" – 2:25
3. "Taper Jean Girl" – 3:05
4. "Pistol of Fire" – 2:20
5. "Milk" – 4:00
6. "The Bucket" – 2:55
7. "Soft" – 2:59
8. "Razz" – 2:15
9. "Day Old Blues" - 3:33
10. "Four Kicks" - 2:09
11. "Velvet Snow" - 2:11
12. "Rememo" - 3:23
13. "Where Nobody Knows" - 2:24 (utwór dodatkowy)